# آمریکایی‌سازی

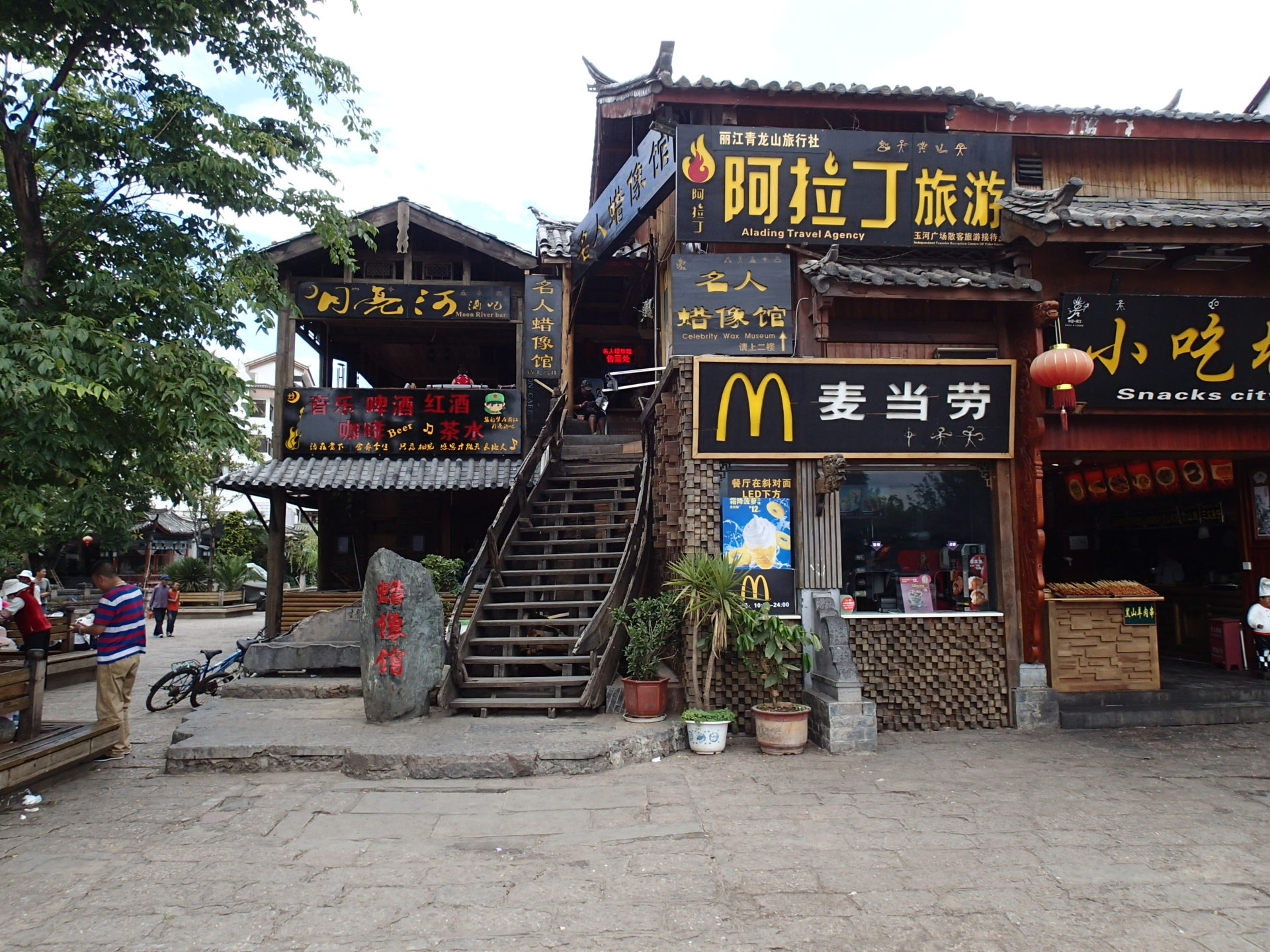
مک دونالد در لیجیانگ

آمریکایی‌سازی (به انگلیسی: Americanization) تأثیری است که فرهنگ کشور آمریکا بر جنبه‌های گوناگون فرهنگ دیگر کشورها همچون فرهنگ عامه، رسانه، آشپزی، فناوری، روابط تجاری و کنش‌های سیاسی آن کشورها دارد. بهره‌گیری از این عبارت از سال ۱۹۰۷ آغاز شد. با وجود آنکه این عبارت به خودی خود معنای خصومت‌آمیزی در برندارد، اما در برخی کشورها از آن برای نقد گرایش به فرهنگ آمریکایی در میان مردم آن کشور بهره می‌برند. آمریکایی شدن خود را بیش‌تر پس از فروپاشی اتحاد جماهیر شوروی در سال‌های ۱۹۸۹ تا ۱۹۹۱ و نیز به ویژه در دهه نخست قرن ۲۱ و با ظهور اینترنت پرسرعت نمایان ساخت. در اروپا این نگرانی وجود دارد که پدیده آمریکایی شدن از راه برخی شرکت‌ها و سازمان‌های اینترنتی آمریکایی همچون گوگل، فیس‌بوک، توییتر، اپل و اوبر در این قاره به وقوع بپیوندد. کشورهای اروپایی همواره نگرانی خود از مسائلی همچون عدم امنیت اطلاعات شخصی، عدم اعتمادسازی و مالیات این غول‌های بزرگ آمریکایی بیان داشته‌اند. مجله وال استریت ژورنال در سال ۲۰۱۵ از «نگرانی روزافزون اتاق فکرهای اروپایی در رابطه با قدرت شرکت‌های فناوری آمریکایی» خبر داد.
در کشور ایالات متحده عبارت آمریکایی شدن عموماً به معنای ادغام مهاجران در فرهنگ آمریکایی است.

## شرکت‌ها و نام‌های بازرگانی آمریکایی

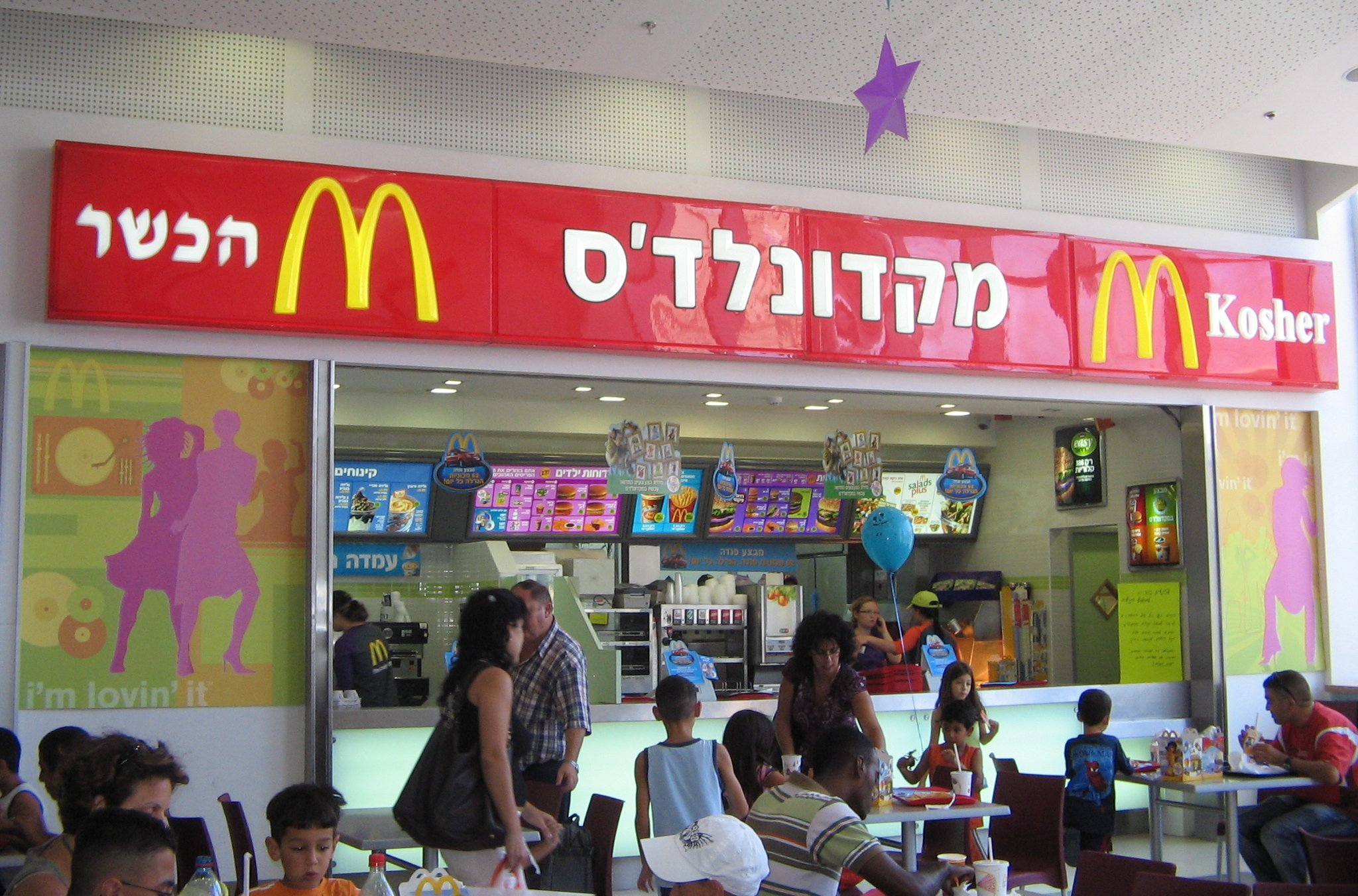
یک فروشگاه مک‌دونالد دراشکلون اسرائیل.

از ۱۰ نام بازرگانی برتر جهان ۷ تا در کشور ایالات متحده آمریکا واقع شده‌اند. کوکا کولا که مشهورترین آنهاست، همواره به عنوان نمادی از آمریکایی شدن مطرح بوده‌است. صنعت خوراک فوری نیز همواره به عنوان نمادی از برتری بازرگانی ایالات متحده مد نظر بوده‌است. شرکت‌هایی همچون مک‌دونالدِ، برگر کینگ، پیتزا هات، کی‌اف‌سی و دومینوز پیتزا در کنار دیگر رقبا تعداد بی‌شماری شاخه در سراسر دنیا دائر کرده‌اند.

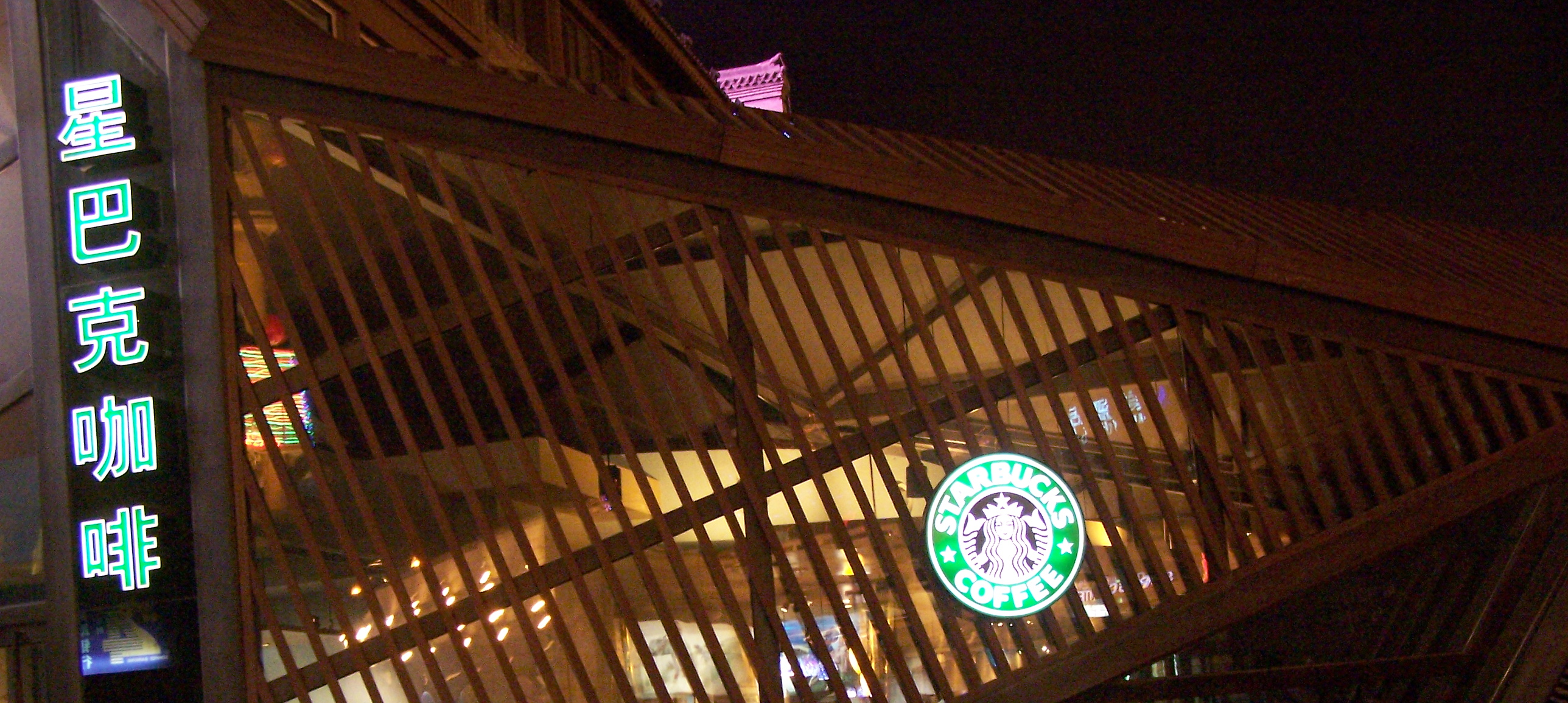
یک شاخه از قهوه استارباکس در چین.

برخی از بزرگ‌ترین شرکت‌های رایانه‌ای همچون مایکروسافت، اپل، اینتل، دل و آی‌بی‌ام در آمریکا مستقر بوده و بیش‌تر نرم‌افزارهای خریداری شده دنیا نیز متعلق به این کشورند. کاریانیز و کمبل اشاره می‌کنند که «ایالات متحده در بخش تولید نرم‌افزار در دنیا از یک موقعیت مستحکم برخوردار است.»
تحلیل‌گران تا سال ۱۹۰۰ بر این باور بودند که «آمریکایی شدن» جزئی از توسعه و پیشرفت است. در آلمان و در دهه ۱۹۲۰ جنبش کارایی آمریکایی منطقی ارزیابی می‌شد و به عنوان یک نیروی اجتماعی و اقتصادی عظیم در نظر گرفته می‌شد. بخشی از آن مربوط به مدل‌سازی آمریکایی به ویژه فوردگرایی بود. این منطق برآن بود که کارایی و تولید بالا، منجر به پیشرفت علم می‌شوند. عموماً این طرز تفکر با تکیه بر مدرنیسم در اموری همچون اداره امور عمومی و صنعت و اقتصاد دخالت داشت. قشرها گوناگونی از جامعه در آن دوران همچون دانشمندان، دولتمردان، صنعتگران، دانشگاهیان، مهندسین، کارگران و طبقات متوسط، و سیاستمداران و طرفداران سوسیال دموکراسی این فرایند را پذیرفته‌شده می‌پنداشتند. این بینش و نگرش همه چیز را در جامعه آلمان آن دوران دستخوش تغییر نمود.
طی جنگ سرد، فرایند آمریکایی شدن یا آمریکایی‌سازی در تقابل با شوروی‌سازی قرار داشت. در آن دوران مراکز آموزشی همچون مدارس، دبیرستان‌ها و دانشگاه‌ها از جمله مهم‌ترین اهداف آمریکایی شدن بودند. با این حال در دانشگاه‌ها این فرایند بیش‌تر تحت کنترل بود.

## نمایانگی
از ۱۹۵۰ تا ۱۹۶۵ میزان سرمایه‌گذاری آمریکا در اروپا با یک جهش ۸۰۰ درصدی به ۱۳٫۹ میلیارد دلار رسید و در اتحادیه اقتصادی اروپا نیز با یک جهش ۱۰ برابری به ۶٫۲۵ میلیارد دلار بالغ شد. در واقع سهم اروپا از سرمایه‌گذاری آمریکا که تا پیش از دهه ۵۰ میلادی ۱۵ درصد بود، به ۲۸ درصد رسید. این باعث شد مسئله آمریکایی شدن بر سر زبان‌ها بیفتد. با این وجود سرمایه‌گذاری آمریکا در اروپا تنها شامل ۵۰ درصد از کل سرمایه‌گذاری‌های این قاره را در بر می‌گرفت و شرکت‌های آمریکایی تنها ۲ تا ۳ درصد از کل نیروی کار اروپا را در خدمت داشتند. دلیل این سرمایه‌گذاری‌های آمریکا در اروپا دیگر هزینه کم کارگران یا رشد سریع اقتصادی یا حتی سود بیش‌تر نبود؛ بلکه این شوق و ذوق همواره در شرکت‌های فناوری سطوح بالای آمریکایی برای حفظ برتری خود در قاره اروپا وجود داشته‌است. مخالفت با سرمایه‌گذاری‌های آمریکا در اروپا نخست در کشور فرانسه آغاز و سپس به دیگر کشورهای این قاره سرایت نمود. افکار عمومی در خصوص اموری همچون بازرگانی و روش‌های تبلیغاتی، کنش‌های فردی و بهره‌گیری از زبان انگلیسی به وسیله شرکت‌های آمریکایی به مقابله برخاست. همچنین نظام مالی میان‌کشوری به سبب حکم‌فرمایی دلار در معامله‌ها و تورمی که به همین دلیل پدید می‌آمد مورد نقد واقع شد. با این حال سرمایه‌گذاری‌های اروپا در آمریکا تا دهه ۱۹۷۰ حتی بیش‌تر از سرمایه‌گذاری‌های آمریکا در این قاره افزایش پیدا کرد؛ و همان‌طور که گیر لاندستاد اشاره کرد، دیگر کسی در اروپا حرفی از خورده شدن اروپا به وسیله آمریکا بر زبان نمی‌آورد.

## نقدها
برخی از منتقدان بر این باورند که نتیجه رقابت بین چینی‌سازی و آمریکایی‌سازی ممکن است به ظهور قدرت سومی منجر شود یا یکی از این دو را به بازیگری با بیشترین قدرت چانه‌زنی تبدیل کند. در بحبوحه این رقابت، ممکن است منافع و حقوق مشاغل محلی نقض شود.
برخی دیگر از منتقدان معتقدند آمریکایی‌سازی روش جدیدی برای استعمار در عصر مصرف‌گرایی جهانی است. استعماری که به جای زور از فریب استفاده می‌کند.